# Afromastax wambana
Afromastax wambana är en insektsart som beskrevs av Marius Descamps 1977. Afromastax wambana ingår i släktet Afromastax och familjen Thericleidae. Inga underarter finns listade i Catalogue of Life.